# Éric et Compagnie
 (juillet 2020).
Si vous disposez d'ouvrages ou d'articles de référence ou si vous connaissez des sites web de qualité traitant du thème abordé ici, merci de compléter l'article en donnant les références utiles à sa vérifiabilité et en les liant à la section « Notes et références ».
Éric et Compagnie  de Michèle Lucker, puis Éric et Noëlla et Éric et toi et moi sont des émissions de télévision française pour la jeunesse, animées par Éric Galliano et Noëlla Dussart, produites par Christophe Izard, puis par l'unité jeunesse d'Antenne 2. Elles sont diffusées du 26 juin 1989 au 30 août 1991 sur Antenne 2.

## Historique
À l'origine, Éric et Compagnie proposée par Michèle Lucker est diffusée du lundi au vendredi durant l'été 1989. Elle prend la suite de Croque-matin et de Chaud les Glaçons !. À la suite de bonnes audiences, Christophe Izard (alors producteur de l'émission et directeur des programmes jeunesse d'Antenne 2) la programme dès le 6 les mercredis et samedis en face du Club Dorothée, et pendant les vacances scolaires. L'émission est en direct dès le 13 septembre 1989.
Parmi les voisins, on peut noter la présence de Claude Pierrard du 6 septembre au 20 décembre 1989.
En janvier 1990, Marie-France Brière remplace Christophe Izard à la direction des programmes d'Antenne 2. Les voisins et la maison de campagne sont abandonnés pour un décor plus moderne dans lequel les deux animateurs sont entourés d'enfants. L'émission est rebaptisée Éric et Noëlla le 14 février 1990 jusqu'au 12 mai 1990
L'émission est renommée Éric et toi et moi à la suite du départ de Noëlla Dussart en avril 1990. Si désormais Éric Galliano est seul à la présentation, le concept reste inchangé.

## Principe de l'émission

### Éric et Compagnie
L'émission met en scène Éric et Noëlla qui passent leurs vacances dans une maison de campagne, et sont sans cesse envahis par leurs voisins farfelus. Gags et saynètes amusantes ponctuent le programme entre deux dessins-animés.

### Éric et NoëllapuisÉric et toi et moi
L'émission change de formule lorsqu'elle est renommée Éric et Noëlla. Dans une ambiance de cour de récréation, et un décor moderne, entourés d’enfants, les animateurs proposent un cocktail de bonne humeur, n’hésitant pas à se mettre en scène. L'émission est composée de dessins animés, séries et de rubriques, reportages…) et jeux:
- Les questions bêtes[4]: Marie-Claude Bomsel répond aux questions que se posent les enfants au sujet des animaux. Elle présente également des reportages parlant des animaux au Jardin des plantes. Reprenant ainsi une séquence qu'elle incarnait déjà dans Grafficurieux de Graffitis 5-15[5]
- Le clip fond bleu[6],[7]: un enfant interprète en play-back la chanson de son artiste préféré[8], en rejouant les scènes du clip, grâce à l'incrustation.
- Le jeu de l'Inspecteur Duflair[9]: l'épisode est arrêté avant la fin. Les enfants peuvent appeler un standard téléphonique, pour donner selon eux, le nom du coupable et gagner des cadeaux.
- Le jeu du puzzle masqué.
- Marrant Méchant Mimi: l'actualité des sorties vidéo, bandes-dessinées, et vidéoclips.
- Gros plan sur la souris[10]: l'actualité des jeux vidéo.
- Jeu des rôles: deux enfants improvisent sur un thème[6].

## Distribution
- Présentation
- Éric Galliano : Éric
- Noëlla Dussart : Noëlla
- Les voisins:
- Claudine Barjol : Mme Toupet
- Jean-Marie Retby : M. Pépin
- Jean-Marie Delbary : Le professeur Trouvetout
- Marie Borowski : Mme Potin
- Véronique Daniel : Tati Pichnette
- Claude Pierrard :
- Philippe Obadia :

## Dessins animés
- Alex (rediffusion)
- Archie Classe (rediffusion)
- Bécébégé (rediffusion)
- Bouli (rediffusion)
- Clémentine (rediffusion)
- Collège Galaxie (Galaxy High School) (rediffusion)
- Cosmocats (rediffusion)
- L'Oiseau des Mers (rediffusion)
- Les Ewoks (rediffusion)
- Les Gnons (rediffusion)
- Les Maîtres de l'Univers (rediffusion)
- Les Petites Canailles (rediffusion)
- Les Schtroumpfs (rediffusion)
- Lisa ou le rêve olympique (rediffusion)
- Ordy ou les Grandes Découvertes
- Pitou (rediffusion)
- Popeye (rediffusion)
- Scoubidou (rediffusion)
- She-Ra, la princesse du pouvoir (rediffusion)
- Super Durand (rediffusion)
- Voltron (rediffusion)
- Les Ewoks (rediffusion)
- Zoofolies
- L'Inspecteur Duflair (rediffusion)
- Jeanne et Serge (rediffusion)
- Les Aventures des Galaxy Rangers (rediffusion)
- Les Mystérieuses Cités d'or (rediffusion)
- Le Bugs Bunny Show (rediffusion)
- Popeye (rediffusion)
- Sherlock Holmes
- Super Mario Bros.
- C.O.P.S. (rediffusion)
- SOS Polluards

## Séries diffusées
- Le Club des Cinq (rediffusion)
- Heidi (rediffusion)
- Corsaires et Flibustiers (rediffusion)
- Le Mystère du cadran lunaire
- Alf
- Monstres et Merveilles
- Jack Holborn
- Petite Merveille
- La Baie des Fugitifs
- Mystères et bulles de gomme
- Matt et Jenny

## Générique de l'émission
Le premier générique était intitulé J'pars en vacances, interprétée par Noëlla Dussart, et uniquement utilisé à l'été 1989. Dès septembre le générique officiel devient Éric et Compagnie dont la chanson, interprétée par Fanny, a été écrite par Ganaël et composée par Patrick Oliver.
Pour Éric et Noëlla, le générique reprend l'introduction musicale de Billie Jean de Michael Jackson sur une réalisation de Numa Roda-Gil.
Éric et toi et moi reprend le même générique puis changera pour un rap interprété par des enfants qui scandent Éric et toi et moi !. La conception-image, quant à elle est réalisée par le vidéaste Kiki Picasso.